# Манрике, Франсиско
Франси́ско Гилье́рмо Манри́ке (исп. Francisco Guillermo Manrique; 10 февраля 1919, г. Мендоса, провинция Мендоса, Аргентина — 15 февраля 1988, Буэнос-Айрес, Аргентина) — аргентинский политик, военный и журналист.

## Биография
Учился в морском училище (окончил в 1937 году), в школе подводников, в школе водолазов, в британской школе противолодочной борьбы, в училище ВМС Аргентины (окончил в 1949 году) и британской школе по защите и спасению портов. Был директором военно-морского лицея. В 1949 году участвовал в одной из первых аргентинских экспедиций в Антарктиду. Командовал тральщиком «Комодоро Пи», подводной лодкой «Санта-Фе» и фрегатом «Эркулес».
С 1951 года на преподавательской работе в военно-морских колледжах. Арестовывался и заключался в тюрьму за антиправительственную деятельность. В сентябре 1955 года принял участие в военном перевороте, в результате которого был свергнут президент Х. Д. Перон и положен конец эпохе «хустисиализма». В 1955—1958 годах возглавлял личный штаб президента страны Педро Арамбуру.
В 1958 году уволился из ВМС в звании капитана. Позже был директором газет «Correo de la Tarde», «Leer para Creer» и «Correo de la Semana», отражавших взгляды консервативной части армии. В 1970—1972 годах — министр социального обеспечения и содействия обществу в правительствах президентов Роберто Левингстона и Алехандро Лануссе. Его политика отмены социальных льгот вызвала недовольство профсоюзов и серию забастовок. В 1986—1987 годах — госсекретарь по вопросам туризма в правительстве президента Рауля Альфонсина.
В 1973 году — кандидат на пост президента от консервативного политического блока «Федералистский народный союз», набрал 12,19 % голосов и занял 3-е место. В 1983 году — кандидат на пост президента от коалиции правых партий «Федеральный альянс», набрал 0,4 % голосов и занял 9-е место. Несколько раз неудачно баллотировался в парламент.
В 1973 году участвовал в создании из различных провинциальных консервативных партий единой Федеральной партии и возглавил её. В 1976 году полностью поддержал государственный переворот.
В 1974 году вернулся в журналистику, возглавив журнал «Respuesta Argentina», а в 1975 — повторно «Correo de la Semana», однако начав критиковать правительство, в 1977 году газета была закрыта. В 1981—1988 годах вновь редактировал «Correo de la Tarde».
Умер от инсульта после операции по поводу лимфомы.
Первая жена — Эстер Канепа Девото (в 1943—1977), вторая жена — Кристина Руис (с 1985), имел трёх сыновей и дочь в первом браке.